# Joseph Bazalgette
Joseph William Bazalgette CB (Enfield, 28 de março de 1819 — Wimbledon, 15 de março de 1891) foi um engenheiro civil inglês que viveu no século XIX. Como engenheiro-chefe do Metropolitan Board of Works (MBW; em português: Conselho Metropolitano de Obras), de Londres, sua maior conquista foi a criação (em resposta ao Grande Fedor de 1858) de uma rede de esgoto para o centro de Londres, que foi fundamental para aliviar a cidade de epidemias de cólera, ao passo que começava a limpar o Rio Tâmisa.